# U.S. Highway 22
Der U.S. Highway 22 (kurz US 22) ist ein United States Highway in den Vereinigten Staaten. Der Highway verläuft in Ost-West-Richtung durch die Bundesstaaten New Jersey, Pennsylvania, West Virginia und Ohio auf einer Strecke von etwa 1044 Kilometern. Die Endpunkte liegen im Westen in Cincinnati in Ohio und im Osten in Newark in New Jersey.

## Geschichte
Bei seiner Eröffnung 1926 begann der U.S. Highway 22 in Elizabeth in New Jersey und endete in Cambridge in Ohio. 1931/1932 wurde der Highway nach Westen zunächst bis Zanesville und dann bis Cincinnati verlängert. Im Jahr 1936 wurde das Ostende nach Newark verlegt und der Highway hatte seine bis heute gültigen Endpunkte erreicht, allerdings hat sich das Westende innerhalb von Cincinnati bis in die 1970er Jahre mehrfach verändert.

## Verlauf

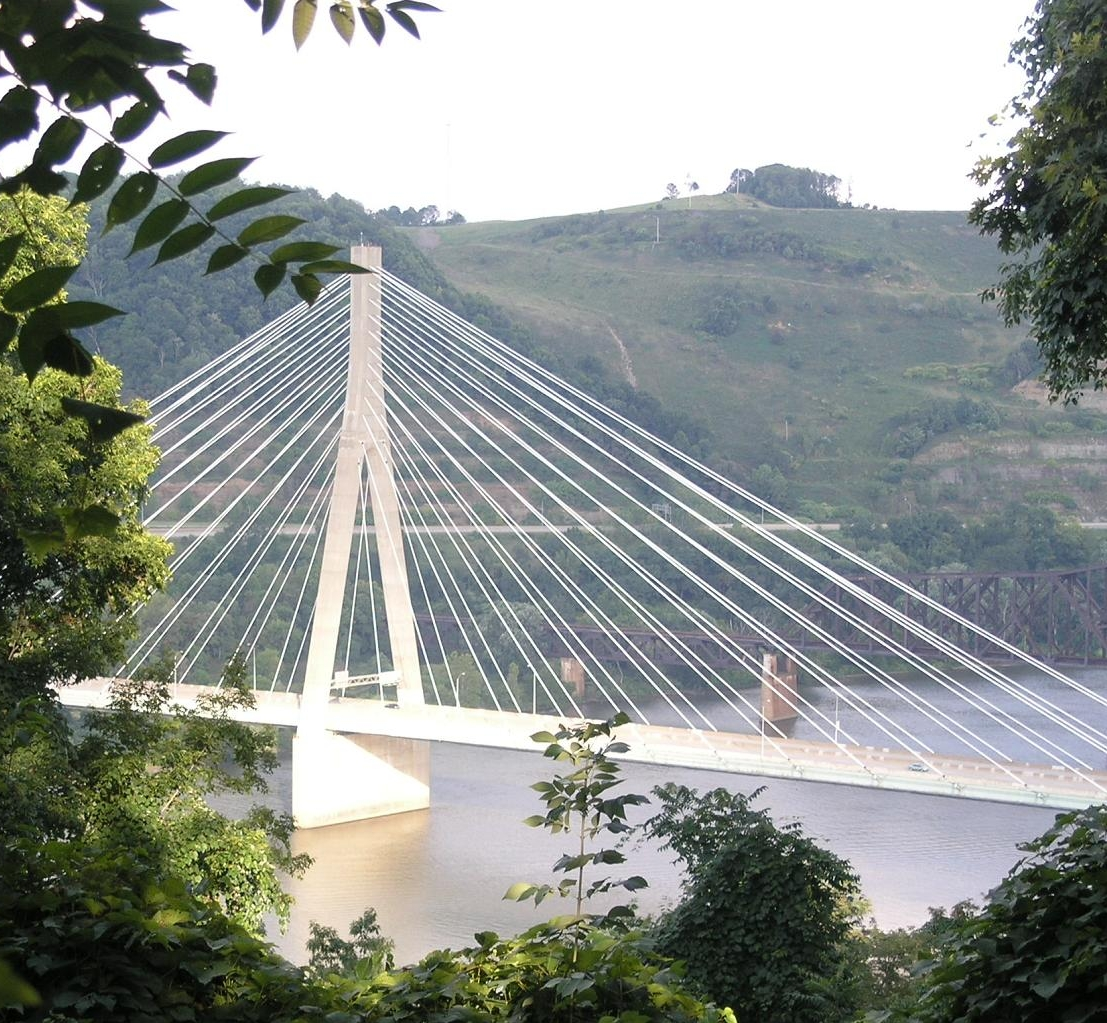
Brücke über den Ohio River zwischen Ohio und West Virginia

### Ohio
Das westliche Ende des U.S. Highway 22 liegt an einer Kreuzung mit den U.S. Highways 27, 42, 52 und 127 am Rand von Downtown Cincinnati. Von dort führt der Highway nach Nordosten aus dem Stadtzentrum heraus und parallel zur Interstate 71 durch die nordöstlichen Vororte und -städte im Großraum Cincinnati. An der Grenze der Metropolregion quert der U.S. Highway die Interstate 275 und in Wilmington den U.S. Highway 68. Ab dort entfernt er sich immer weiter von der Interstate 71, kreuzt in Washington Court House die U.S. Highways 35 und 62 und führt über Circleville und Lancaster südlich an der Hauptstadt Columbus vorbei. In Zanesville überquert er den Muskingum River und trifft auf den U.S. Highway 40, mit welchem er sich fortan die Trasse teilt. US 22 und US 40 verlaufen von dort beide die Interstate 70 parallel begleitend Richtung Osten nach Cambridge, wo sie sich wieder trennen. Dort nimmt der Highway 22 wieder einen nordöstlichen Verlauf ein, quert zunächst die Interstate 77 und den Salt Fork Lake und führt danach Richtung Steubenville, wo er den Ohio River nach West Virginia überquert.

### West Virginia

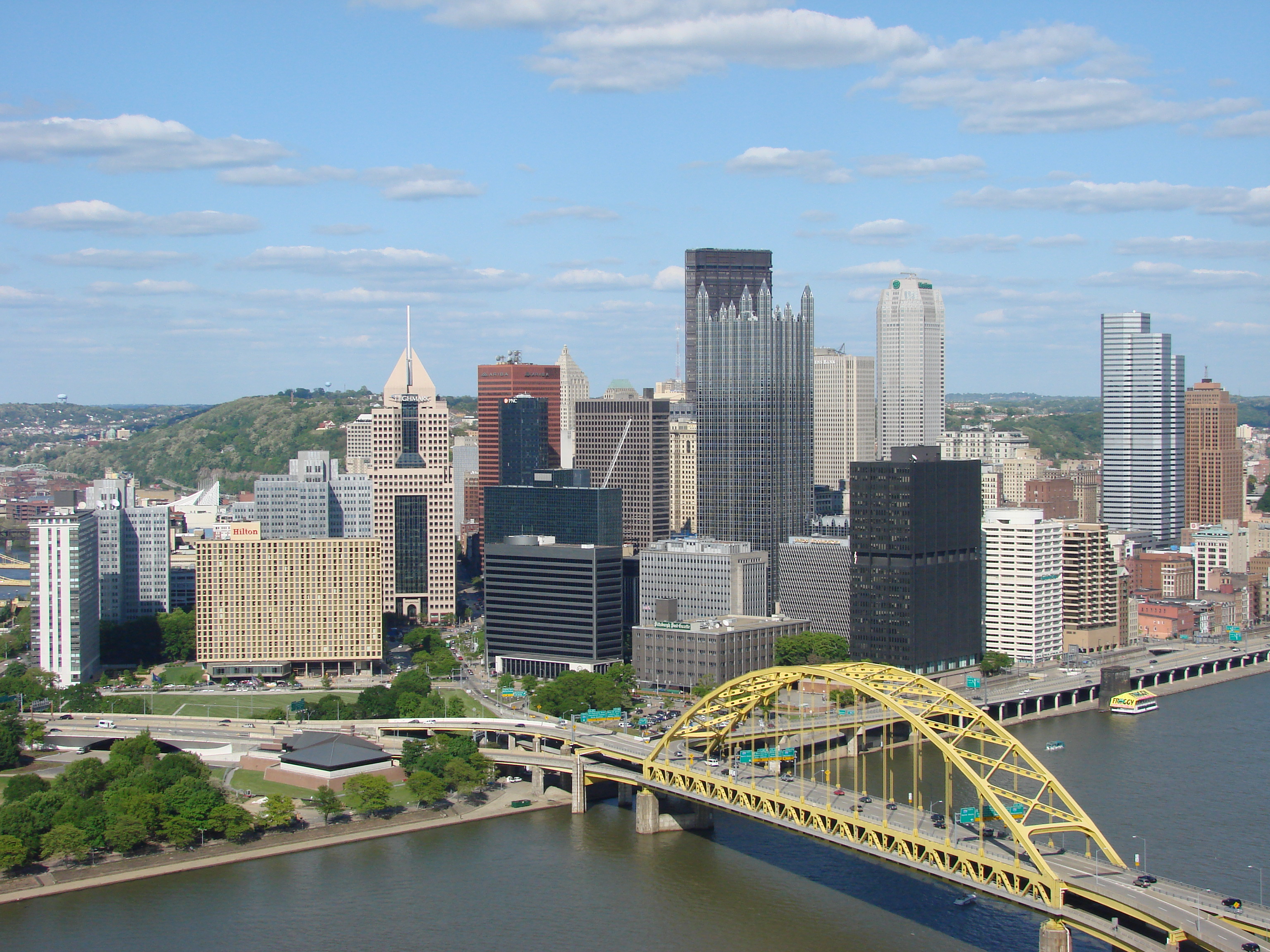
Pittsburgh mit der Fort Pitt Bridge, auf welcher der US 22 mit dem US 30 und der Interstate 376 verläuft

In West Virginia führt der Highway südlich an Weirton vorbei und durchquert auf etwa 9 km den Northern Panhandle of West Virginia, bis er auf die Grenze zu Pennsylvania trifft.

### Pennsylvania
In Pennsylvania nimmt der U.S. Highway direkt Kurs auf die Großstadt Pittsburgh. Ab Imperial verläuft er zusammen mit dem U.S. Highway 30, beide treffen darauf anschließend auf die Interstate 376 und alle drei Straßen führen auf einer Strecke zusammen durch Pittsburgh hindurch. Erst östlich der Stadt bei Wilkinsburg trennt sich der US 30 nach Süden hin ab, die Interstate 376 endet weiter östlich an der Interstate 76, sodass der U.S. Highway 22 ab dort wieder alleine verläuft. Der Highway führt nun durch eine eher ländliche Gegend, zwischenzeitlich nimmt er den U.S. Highway 119 auf und kreuzt den Highway 219. Südlich von Altoona quert er die Interstate 99 und führt durch die zunehmend bergiger werdende Landschaft der Appalachen in Richtung Susquehanna River. Am Susquehanna River besteht ein Autobahnkreuz mit dem U.S. Highway 15, bevor der Highway den Fluss überquert und am östlichen Ufer nach Süden in Richtung der pennsylvanischen Hauptstadt Harrisburg führt. Bei Harrisburg quert er die Interstate 81 und 83 und verläuft danach in etwa parallel zur Interstate 81, bis er auf die Interstate 78 trifft, mit welcher er danach zusammen verläuft. Erst an der Interstate 476 trennen sich beide Straßen und der Highway 22 führt nördlich an Allentown und Bethlehem vorbei, um bei Easton den Delaware River nach New Jersey zu überqueren.

### New Jersey

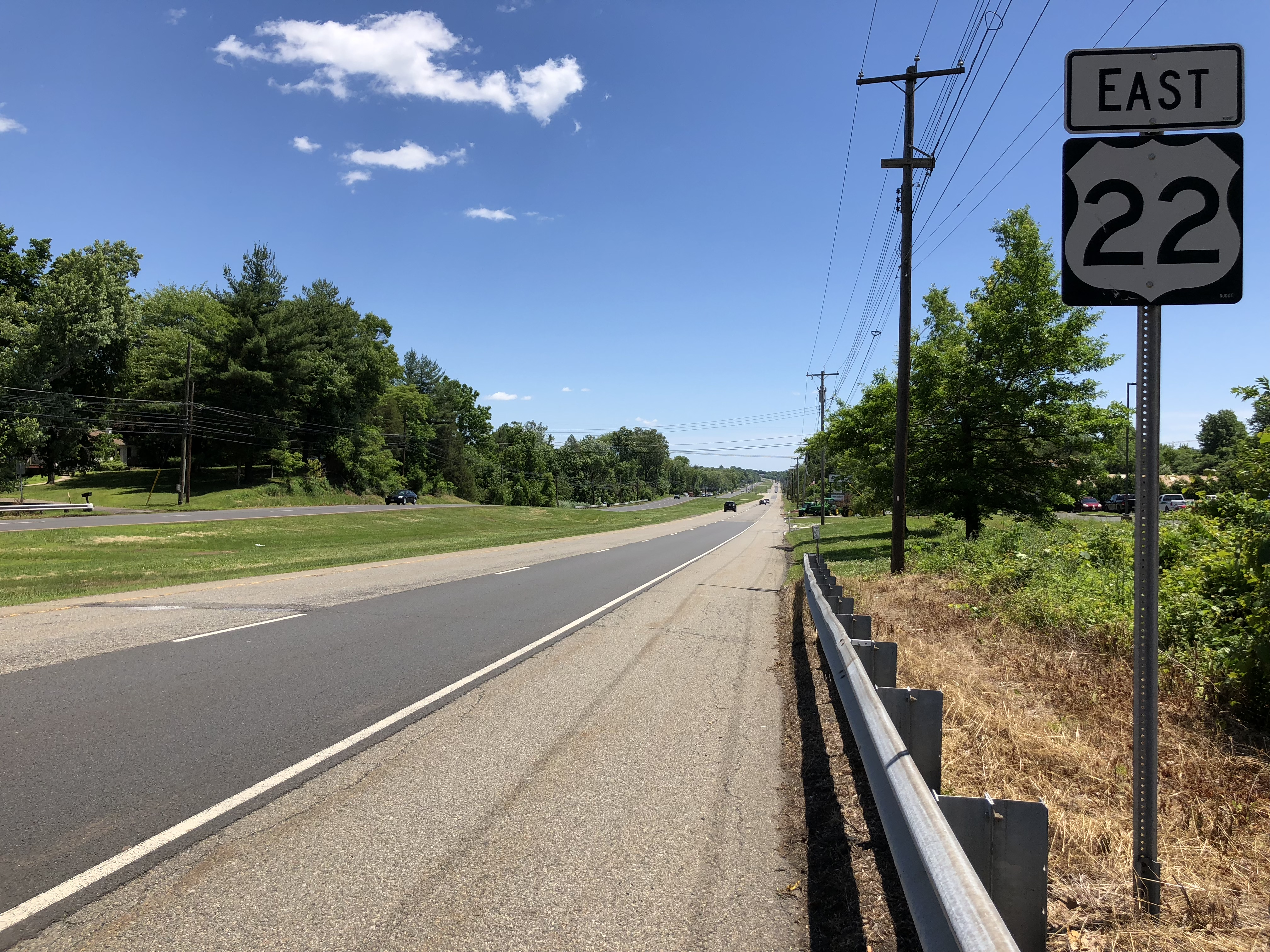
Im Hunterdon County, New Jersey

In New Jersey führt der Highway zunächst durch Phillipsburg um dann erneut auf die Interstate 78 zu treffen. Beide führen daraufhin zusammen bis nach Clinton, wo sich der U.S. Highway von der Interstate wieder trennt. Der U.S. Highway 22 macht anschließend einen Bogen nach Süden, wo er die Interstate 287 in einem Autobahnkreuz kreuzt und in die Metropolregion New York eintritt. Dort führt er durch mehrere Vororte und -städte wie etwa Union Township und endet in Newark westlich des Newark Liberty International Airport an der Interstate 78 sowie den U.S. Highways 1 und 9, welche in diesem Abschnitt auch als U.S. Highway 1-9 ausgewiesen sind.

## Zubringer und Umgehungen
- U.S. Highway 122, nicht mehr in Betrieb
- U.S. Highway 222, 153 km
- U.S. Highway 322, 795 km
- U.S. Highway 422, 436 km
- U.S. Highway 522, 496 km